# Przygody Animków
Przygody Animków – bardziej znane jako Animki (ang. Tiny Toon Adventures lub Steven Spielberg Presents Tiny Toon Adventures) – amerykański serial animowany, zrealizowany przy współpracy z Warner Bros. Inc. Bohaterami serialu są królik Kinio i jego najlepsza przyjaciółka Kinia. W tym serialu czasami pojawiają się bohaterowie serii filmów Zwariowane melodie.
Serial ten był emitowany w Polsce na kanale TVP2, a później w Bajkowym kinie TVN. Od 5 marca 2011 serial był emitowany w wersji lektorskiej w telewizji Polsat. Serial znów pojawił się w wersji dubbingowej na Boomerangu 10 grudnia 2012 roku.

## Geneza serialu
Zdaniem scenarzysty Paula Diniego Przygody Animków były pomysłem Terry’ego Semela, prezesa zarządu Warner Bros., który chciał „wprowadzić nowe życie w dziale Warner Bros. Animation” i jednocześnie stworzyć serial z dziecięcymi wersjami bohaterów Zwariowanych melodii. Semel proponował, aby nowy serial powstał na podstawie animacji Zwariowanych melodii, w którym bohaterowie byliby młodszymi wersjami postaci z owych kreskówek lub zupełnie nowymi bohaterami, będącymi potomstwem oryginalnych postaci. Pomysł tworzenia seriali bazujących na młodszych odpowiednikach popularnych postaci był wówczas często spotykany. W okresie, w którym wyprodukowano Przygody Animków, powstawały także inne tego typu produkcje, jak Mapeciątka, Szczeniak zwany Scooby Doo, Szczenięce lata Toma i Jerry’ego czy Dzieciństwo Flintstonów. Warner Bros. postanowiło postąpić tak samo, ponieważ Steven Spielberg chciał zrobić serial podobny do Zwariowanych melodii. Producent serialu, oraz główna osoba odpowiedzialna za powstawanie produkcji, Tom Ruegger wyjaśniał: „Myślę, że w przypadku Warner Bros., oni chcieli współpracować ze Stevenem Spielbergiem nad projektem. (...) Ale on nie chciał wykorzystywać do pracy postaci stworzonych i rozsławionych przez Chucka Jonesa, Friza Frelenga, Boba McKimsona i Boba Clampetta. Chciał być zaangażowany w tworzenie kilku nowych bohaterów”. W rezultacie Przygody Animków przypominały Zwariowane melodie bez użycia tych samych postaci w rolach głównych.
W 1987 roku studio Warner Bros. Animation namówiło Stevena Spielberga do współpracy z Terrym Semelem oraz kierownikiem ds. licencji Warner Bros. Danem Romanellim nad pomysłem Semela. W trakcie prac podjęto decyzję, iż nowi bohaterowie będą przypominać oryginalne postacie Zwariowanych melodii, ale nie będą z nimi w żaden sposób spokrewnieni. Początkowo nie było w planach tworzenia serialu telewizyjnego. Przygody Animków miały być pełnometrażowym filmem animowanym wyświetlanym w kinach.
W grudniu 1988 roku podjęto decyzję o zmianie Przygód Animków z filmu kinowego na serial telewizyjny, zaś Jean MacCurdy została wybrana do nadzorowania produkcji pierwszych 65 odcinków. MacCurdy stwierdziła, że Przygody Animków zostały zmienione w serial, żeby „dotrzeć do większej publiczności”. Do roli producenta zatrudniony został Tom Ruegger, który poprzednio był scenarzystą kreskówek dla Filmation i Hanna-Barbera. W styczniu 1989 roku Ruegger oraz scenarzysta Wayne Kaatz rozpoczęli pracę nad rozwojem postaci i wraz ze Stevenem Spielbergiem umiejscowili akcję serialu w Krainie Acme (ang. Acme Acres).
W styczniu 1989 roku Warner Bros. Animation wybrało aktorów, spośród 1200 przesłuchanych osób, mających użyczyć swój głos postaciom oraz zgromadziło ponad stuosobowy zespół produkcyjny. W kwietniu 1989 roku Warner Bros. rozpoczęło produkcję odcinków Przygód Animków wspólnie z pięcioma zagranicznymi studiami animacji. Łączny budżet produkcji wyniósł 25 milionów USD. Emisja pierwszych 65 odcinków serialu w Stanach Zjednoczonych rozpoczęła się we wrześniu 1990 roku. Przygody Animków były emitowane na zasadzie syndykacji na 135 stacjach telewizyjnych w całym kraju. Przygody Animków okazały się ogromnym sukcesem, zaś serial otrzymywał wyższe oceny od produkcji emitowanych w konkurencyjnym paśmie The Disney Afternoon. Po sukcesie serialu, telewizja Fox zakupiła prawa do emisji trzeciego sezonu kreskówki. Produkcja Przygód Animków została zakończona pod koniec 1992 roku, aby zrobić miejsce dla kolejnej produkcji, Animaniaków, która zadebiutowała w 1993 roku.
W latach 1994–1995 wyprodukowane zostały dwa specjalne odcinki Przygód Animków: Wiosenne ferie i Nocne straszenie. Wraz z nimi, serial liczy łącznie 100 odcinków.
W Polsce serial zadebiutował 18 września 1994 roku na antenie TVP2. Pierwszy sezon, zawierający 65 odcinków, był emitowany do 31 grudnia 1995 roku. Premierowa emisja drugiego i trzeciego sezonu miała miejsce w okresie od 20 czerwca 1997 do 3 lutego 1998 na antenie TVP2, która też w międzyczasie wyemitowała dwugodzinny film pt. Wakacyjne szaleństwo. Ta sama stacja, wiosną 2000 roku, jako pierwsza w Polsce wyemitowała także dwa odcinki specjalne Przygód Animków.

### Ponowna emisja
W Stanach Zjednoczonych Przygody Animków zostały ponownie wyemitowane przez Nickelodeon (1995–1999 oraz 2002–2004), Kids’ WB (1997−2000), Cartoon Network (1999–2001), Nicktoons (2002–2005) oraz Boomerang (2005−2006). Od 1 lipca 2013 roku serial jest ponownie emitowany przez Hub Network.
W Polsce kreskówka została ponownie wyemitowana przez TVN w latach 1999–2000 w ramach bloku Bajkowe kino. Stacja wyemitowała wszystkie 100 odcinków serialu (także specjalne). TVN ponownie wyemitował Przygody Animków w 2003 roku. W marcu 2011 roku serial powrócił na antenie Polsatu. Nie była to jednak wersja z dubbingiem wykonanym przez Master Film, który był wykorzystywany przez TVP2 i TVN, ale wersja z lektorem, wykonana na potrzeby stacji. Od 10 grudnia 2012 do 31 marca 2014 roku Przygody Animków były emitowane w wersji dubbingowej na antenie Boomerangu. Stacja wyemitowała większość odcinków pierwszego sezonu serialu.

## Fabuła
Akcja Przygód Animków rozgrywa się w fikcyjnej Krainie Acme (ang. Acme Acres) w której mieszka większość bohaterów kreskówki oraz Zwariowanych melodii. Główne postaci serialu są uczniami Bzikowersytetu (ang. Acme Looniversity), szkoły w której profesorami są bohaterowie klasycznych animacji Warner Bros., tacy jak Królik Bugs, Kaczor Daffy, Prosiak Porky, Kot Sylwester, Wiluś E. Kojot czy Elmer Fudd. Rolą Bzikowersytetu jest nauczenie Animków, jak mają być śmieszne. Szkoła nie pojawia się we wszystkich odcinkach i nie wszystkie wydarzenia dziejące się w niej w serialu są bezpośrednio związane z uczelnią.
Głównymi bohaterami serialu jest grupa młodych postaci kreskówkowych (tzw. Animków), którzy uczęszczają do Bzikowersytetu, by stać się następnym pokoleniem Zwariowanych melodii. Większość Animków została zaprojektowana tak, aby przypominać dziecięce wersje najpopularniejszych bohaterów Zwariowanych melodii poprzez swój wygląd i cechy charakteru.
Dwoma głównymi bohaterami są króliki: Kinio i Kinia. Oprócz nich w Przygodach Animków jednymi z głównych postaci są także: kaczor Tasior, prosiaczek Pucuś, skunksica Fifi la Fume, kaczka Shirlejka, diabeł Karuzel, kot Sylwek Junior, kanarek Ptasia, kojot Lewusek, struś Pędzik oraz Gogo Dodo. Oprócz zwierzęcych bohaterów, w Przygodach Animków występują także dwie postacie ludzkie, Elmirka Duff oraz Montana Max, będący głównymi czarnymi charakterami serialu i również uczący się w Bzikowersytecie.
Podobnie jak Zwariowane melodie, serial wykorzystuje tzw. przemoc kreskówkową (np. spadające na kogoś kowadło, użycie materiałów wybuchowych) oraz slapstick. Przygody Animków także parodiują i zawierają odniesienia do bieżących wydarzeń z wczesnych lat 90. XX wieku oraz kultury Hollywood. Część odcinków zawiera również przesłania etyczne i moralne oraz poruszają tematy takie jak ekologia, poczucie własnej wartości czy przestępczość.

## Postacie
| Postać                                                      | Opis | Odpowiednik w Zwariowanych melodiach/Mentor           | Angielski dubbing          | Polski dubbing                                                                             |
| ----------------------------------------------------------- | --- | ----------------------------------------------------- | -------------------------- | ------------------------------------------------------------------------------------------ |
| Królik Kinio (ang. Buster Bunny)                            | Niebieski królik. Główny bohater serialu. Ma pełno pomysłów i marzeń. Jest dość przyjacielski i staje po stronie słabszych. Lubi wyśmiewać się z autorytetów. Jego idolem jest Królik Bugs. Jego największymi przyjaciółmi są Kinia, Tasior i Pucuś. Nie cierpi latać samolotem. | Królik Bugs                                           | Charlie Adler, John Kassir | Maciej Robakiewicz                                                                         |
| Króliczka Kinia (ang. Babs Bunny, właśc. Barbara Ann Bunny) | Różowa króliczka, z charakterystycznymi, fioletowymi kokardkami na uszach. Jest najlepszą przyjaciółką Kinia, w którym jest bardzo zakochana. Jest dosyć zwariowana i robi wszystko, by wszystkich rozśmieszać. Ma wielki talent do naśladownictwa.                              | Honey                                                 | Tress MacNeille            | Ewa Serwa                                                                                  |
| Kaczor Tasior (ang. Plucky Duck)                            | Zielony kaczor. Egocentryk marzący o sławie, jednak jego plany odnośnie do tego zwykle zawodzą, głównie z jego winy. Często wykorzystuje Pucusia do swoich pomysłów. | Kaczor Daffy                                          | Joe Alaskey                | Zbigniew Suszyński, Stefan Knothe                                                          |
| Prosiaczek Pucuś (ang. Hamton J. Pig)                       | Różowy prosiak, mieszkający z rodzicami w jednej z dzielnic miasta. Najlepszy przyjaciel Tasiora. Ma łagodne usposobienie, stara się przestrzegać zasad i uwielbia jeść. Ma obsesję na punkcie czystości.                                                                        | Prosiak Porky                                         | Don Messick                | Aleksander Mikołajczak                                                                     |
| Maks Montanta (ang. Montana Max)                            | Chłopiec. Główny antagonista serialu. Rozwydrzony milioner o złośliwym charakterze. Jego życiowym celem jest uprzykrzanie życia innym, a zwłaszcza Kiniowi. Jego plany obracają się przeciw niemu. Z całego Bzikowersytetu tylko Elmirka go lubi, z czego nie jest zadowolony.   | Yosemite Sam                                          | Danny Cooksey              | Cezary Kwieciński                                                                          |
| Elmirka Duff (ang. Elmyra Duff)                             | Rudowłosa dziewczynka maniakalnie kochająca zwierzęta. Paradoksalnie z tego powodu jest postrachem zwierząt, które pragną być od niej jak najdalej. Ma niski iloraz inteligencji. Zakochana w Maksie, który nie odwzajemnia jej uczuć.                                           | Elmer Fudd                                            | Cree Summer                | Lucyna Malec                                                                               |
| Sylwek Junior (ang. Furrball)                               | Małomówny, bezdomny kot, którego celem jest znalezienie domu. Jest dość lękliwy i często ma pecha. Czasami mieszka u Elmirki jako jej zwierzę domowe. | Sylwester                                             | Frank Welker, Rob Paulsen  | Robert Tondera                                                                             |
| Kaczka Shirlejka (ang. Shirley the Loon)                    | Biała kaczka o blond włosach. Uczy się medytacji i jest wyznawczynią New Age. Ma zdolności parapsychiczne. Obiekt westchnień Tasiora i Fumka, których zaloty odrzuca. Przyjaciółka Kinii i Fifi.                                                                                 | Kaczka Melissa                                        | Gail Matthius              | Jolanta Wilk                                                                               |
| Fifi La Fume                                                | Fioletowo-biała skunksica. Kokietka pochodzenia francuskiego. Jest posiadaczką brzydko pachnącego ogona, którego używa do różnych rzeczy. Przyjaciółka Kinii i Shirlejki. | Pepé Le Swąd                                          | Kath Soucie                | Barbara Bursztynowicz, Ilona Kuśmierska, Jolanta Wilk                                      |
| Diabeł Karuzel (ang. Dizzy Devil)                           | Diabeł tasmański. Hiperaktywny, uwielbia imprezować, a ulubionym daniem może być dosłownie wszystko. Jego mowa najczęściej składa się z niezrozumiałych zbitek słów. | Diabeł Tasmański                                      | Maurice LaMarche           | Wojciech Szymański                                                                         |
| Gogo Dodo                                                   | Zwariowany ptak, mieszkaniec Bzikolandu. Ostatni ze swego gatunku. Jest z wymiany studenckiej. Żyje według własnych zasad, zwariowanych nawet na standardy kreskówek. | Ptak Do-do z Porky in Wackyland i Dough for the Do-Do | Frank Welker               | Stefan Knothe                                                                              |
| Kojot Lewusek (ang. Calamity Coyote)                        | Kojot. Naukowy geniusz. Porozumiewa się wyłącznie za pomocą tabliczek. | Wiluś E. Kojot                                        | Frank Welker               | Brak                                                                                       |
| Struś Pędzik (ang. Little Beeper)                           | Kukawka. Sportowiec. Zwykle ma ubaw z porażek Lewuska. Porozumiewa się wyłącznie za pomocą dźwięków. | Struś Pędziwiatr                                      | Frank Welker               | Dorota Dobrowolska-Ferenc                                                                  |
| Ptasia (ang. Sweetie Bird)                                  | Różowy kanarek, którego Sylwek Junior chce zjeść. | Kanarek Tweety                                        | Candi Milo                 | Małgorzata Duda                                                                            |
| Kichaś (ang. Li’l Sneezer)                                  | Jasnopurpurowa myszka z tendencją do przeziębień i kichania. | Smarkaś                                               | Kath Soucie                | Aleksandra Rojewska                                                                        |
| Kondor Konkord (ang. Concord Condor)                        | Kondor, który mieszka na szczycie gór. Jest dość głupi, np. nie zważa na oczywiste niebezpieczeństwo. | Sęp Szponek                                           | Rob Paulsen                | January Brunov                                                                             |
| Kogut Fumek (ang. Fowlmouth)                                | Kurak. Zakochany w Shirlejce. Słynie z niewyparzonej gęby. Jego kwestie często są cenzurowane z powodu dużej ilości przekleństw. | Kurak Leghorn                                         | Rob Paulsen                | Jacek Sołtysiak                                                                            |
| Marysia Melodia (ang. Mary Melody)                          | Czarnoskóra dziewczynka. Zwykle pojawia się w małych rolach. Jej imię w oryginale jest grą słów do Zwariowanych Melodii (ang. Merrie Melodies). | Babcia                                                | Cree Summer                | Iwona Rulewicz, Krystyna Kozanecka, Izabella Bukowska, Monika Wierzbicka, Małgorzata Puzio |

### Pozostałe postacie
- Arnold – muskularny pitbull prowadzący siłownię. Jest zapatrzony w siebie i uwielbia być w centrum uwagi kobiet. Ma napady szału, gdy coś nie idzie po jego myśli. Zwykle antagonistycznie usposobiony do bohaterów. Pochodzi z Rumunii. Jest wzorowany na Arnoldzie Schwarzeneggerze oraz na Hansie i Franzie ze skeczów SNL.
- Robak książkowy (ang. Bookworm) – robak, który wyszukuje wszystkie informacje, gdy ktoś ma problemy.
- Żółw Tyrone (ang. Tyrone Turtle) – żółw, który uciekł Elmirce w poszukiwaniu domu.
- Byron Basset – leniwy pies, który pilnuje wszystkiego. Zwierzę domowe Elmirki.
- Pikuś Szczekuś (ang. Barky Marky) – pies buldog, uwielbia się bawić.
- Szczur Roderyk (ang. Roderick „Roddy” Rat) – bogaty szczur uczęszczający do Perfekcyjnych Żaków (ang. Perfecto Prep). Arogancki snob, który traktuje z pogardą biedniejszych od siebie, szczególnie nienawidzi studentów Bzikowersytetu. Nie cierpi przegrywać. Parodia Myszki Miki.
- Szczurzyca Rhubella (ang. Rhubella Rat) – bogata szczurzyca uczęszczająca do Perfekcyjnych Żaków. Dziewczyna Roderyka. Tak jak reszta Perfekcyjnych Żaków jest zadufana w sobie, nienawidzi studentów Bzikowersytetu i źle znosi porażki. Parodia Myszki Minnie.
- Rodzina Pcheł (ang. The Fleas Family) – są to: Ojciec, Matka i dwójka dzieci. Mieszkają w futrze Sylwka.
- Marsjanka Marsha (ang. Marsha the Martian) – Marsjanka, jest córką Marsjanina Marvina.
- Czarownica Sandy (ang. Witch Sandy) – czarownica (odpowiednik Wiedźmy Hazel), która w jednym z odcinków zamieniła Kinię w realkistycznego białego królika celem zrobienia z niej i Kinia potrawki.

## Produkcja serialu

### Scenariusz
Serial oraz jego główni bohaterowie zostali opracowani przez producenta serialu, głównego scenarzystę i rysownika Toma Rueggera, kierowniczkę produkcji Jean MacCurdy, producenta pomocniczego i artystę Alfreda Gimeno oraz scenarzystę Wayne’a Kaatza. W gronie pierwszych scenarzystów Przygód Animków znaleźli się także Jim Reardon, Tom Minton i Eddie Fitzgerald. Projekt plastyczny postaci i scenerii opracowali Alfred Gimeno, Ken Boyer, Dan Haskett, Karen Haskett oraz wielu innych artystów i reżyserów.
Scenariusz do odcinka Kinia i Kinio jadą na Hawaje został napisany przez trzy nastoletnie fanki serialu.

### Animacja
W celu ukończenia produkcji 65 odcinków pierwszego sezonu Przygód Animków, Warner Bros. i Amblin Entertainment zatrudniły do pomocy kilka różnych studiów animacji. Były to studia Tokyo Movie Shinsha (znane obecnie jako TMS Entertainment), Wang Film Productions, AKOM, Freelance Animators New Zealand, Encore Cartoons, StarToons oraz Kennedy Cartoons. Tokyo Movie Shinsha stworzyło również animację do czołówki serialu. Pracownicy Warner Bros. nie lubili współpracować z Kennedy Cartoons z powodu niespójnej jakości studia, zaś odcinki, które były przez nich zanimowane, były często poddawane ponownemu wykonaniu. W innych przypadkach, takich jak przy odcinku Narodziny Animków, część odcinka zanimowana przez Kennedy Cartoons musiała być wykonana ponownie przez inne studio. Kennedy Cartoons zostało usunięte z grona studiów produkujących Przygody Animków po zakończeniu prac nad pierwszym sezonem serialu.
Przygody Animków powstawały w wyższej jakości produkcji, w porównaniu z ówczesnymi standardami animacji telewizyjnej. Liczba celuloidów wykorzystanych do produkcji serialu była dwukrotnie wyższa niż w innych tego typu konkurencyjnych produkcjach. Do jednego odcinka kreskówki wykorzystywano około 25 tysięcy celuloidów, podczas gdy ówczesne standardy wynosiły 10 tysięcy celuloidów, w wyniku czego ruch animowanych postaci był bardziej płynny. Pierre DeCelles, producent animacji, opisywał tworzenie scenorysów do serialu jako „zabawne, ale duże wyzwanie, ponieważ zawsze miałem krótkie terminy, a to nie zawsze jest proste przy pracowaniu pełną parą bez przerwy”.

### Muzyka
W trakcie rozwoju prac nad serialem, Steven Spielberg powiedział, iż Warner Bros. powinno wykorzystać do produkcji muzyki do serialu kompletną orkiestrę, co niektórzy uważali za zbyt drogie i niemożliwe przedsięwzięcie, ale ostatecznie uzyskano na to zgodę. Warner Bros. wybrało Bruce’a Broughtona do skomponowania muzyki do piosenki czołówkowej (za którą otrzymał Nagrodę Emmy Daytime wraz Tomem Rueggerem i Wayne’em Kaatzem, którzy pracowali z Broughtonem nad tekstem piosenki) i zatrudniło go na stanowisku kierownika muzycznego. Bruce Broughton skomponował muzykę do 11 odcinków Przygód Animków, a także zatrudnił 26 kompozytorów, którzy byli odpowiedzialni za pozostałe odcinki. Spośród nich, do największej liczby odcinków muzykę skomponowali Richard Stone (17 odcinków), Albert Lloyd Olson (13 odcinków) oraz William Ross (9 odcinków).
Przez trzy lata premierowej emisji Przygód Animków, serial zawsze wygrywał Nagrodę Emmy Daytime w kategorii najlepsza muzyka i kompozycja – w 1991 roku za muzykę z odcinka Honey to nie tylko miód (kompozytorem był William Ross), w 1992 roku za Randkę bez sensu (Mark Watters) oraz w 1993 roku za Horror podczas piżamowej prywatki w górach (Steven Bramson).

## Odcinki
Premiery w Polsce:
- TVP2
  - I sezon – 11 września 1994 r.[8],
  - III sezon (odc. 98) – 24 grudnia 1995 r.[9]
  - II i III sezon (poza odc. 98) – 20 czerwca 1997 r.
  - Film Przygody Animków: Wakacyjne szaleństwo – 10 listopada 1997 r.
  - Odcinek wielkanocny Wiosenne ferie – 25 kwietnia 2000 r.
  - Odcinek halloweenowy Nocne straszenie – 3 maja 2000 r.
- TVN
  - I-III sezon – 7 grudnia 1999 r.,
  - Film Przygody Animków: Wakacyjne szaleństwo – 22 czerwca 2000 r.
- RTL 7/TVN 7
  - Film Przygody Animków: Wakacyjne szaleństwo – 2000 r.
- Polsat (lektor)
  - I-III sezon – 5 marca 2011 r.,
  - Film Animki – Ferie wiosenne – 7 kwietnia 2012 r.
- Boomerang
  - I sezon (odc. 1-13) – 10 grudnia 2012 r.
  - I sezon (odc. 14-25) – 15 kwietnia 2013 r.
  - I sezon (odc. 27-50, 52) – 14 października 2013 r.
  - I (odc. 26, 51, 53-65), II i III sezon – jeszcze nieemitowane

### Spis odcinków
| Data polskiej premiery | Nr | Polski tytuł (dubbing) | Polski tytuł (lektor Polsatu)                                                | Angielski tytuł                                                                                               |
| ---------------------- | -- | --- | ---------------------------------------------------------------------------- | --- |
|                        |    | |                                                                              | |
| SEZON PIERWSZY         |    | |                                                                              | |
|                        |    | |                                                                              | |
| 11.09.1994             | 01 | Zabili go i uciekł | Królik w krzyk, a on znikł                                                   | Hare Today, Gone Tomorrow                                                                                     |
|                        |    | |                                                                              | |
| 18.09.1994             | 02 | Kinomaniacy! SuperKinia / Kaczy Trek / Pasadena Jones                                                                             | Kinomaniacy! SuperKinia / Kacz Trek / Pasadena Jones                         | Cinemaniacs! SuperBabs / Duck Trek / Pasadena Jones                                                           |
|                        |    | |                                                                              | |
| 25.09.1994             | 03 | Dziwne opowieści o szalonych naukowcach Sentymentalne prosię / Apetyt na Pit Bulla / Kaczka w mazi                                | Opowieści dziwnej treści Aromatyczna świńka / Spitbullowany / Kaczoro bajoro | Strange Tales of Weird Science Scentimental Pig / Pit Bullied / Duck in the Muck                              |
|                        |    | |                                                                              | |
| 02.10.1994             | 04 | Dzień spełniania życzeń telewidzów Diabeł debiutant / Zręczny królik / Kaczka, którą opuściło szczęście                           | Koncert życzeń                                                               | You Asked For It! Debutante Devil / Sleight of Hare / Duck Out of Luck                                        |
|                        |    | |                                                                              | |
| 09.10.1994             | 05 | Szaleństwa Sylwka Juniora Kot przewodnik / Perfumy miłości / Kot przełajowy                                                       | Przygody Sylwka Juniora Kicia K-9 / Aromatyczne amory / Kot obieżyświat      | Furrball Follies K-9 Kitty / Aroma Amore / Cross Country Kitty                                                |
|                        |    | |                                                                              | |
| 16.10.1994             | 06 | Bohaterski Pucuś | Pucuś bohater                                                                | Hero Hamton                                                                                                   |
|                        |    | |                                                                              | |
| 23.10.1994             | 07 | Kinio i rosomak | Kinio i rosomak                                                              | Buster and the Wolverine                                                                                      |
|                        |    | |                                                                              | |
| 30.10.1994             | 08 | Jej zbzikowana wysokość | Świrandia                                                                    | Her Wacky Highness                                                                                            |
|                        |    | |                                                                              | |
| 06.11.1994             | 09 | Rock i ryk | Rock ‘n’ Ryk                                                                 | Rock ‘n’ Roar                                                                                                 |
|                        |    | |                                                                              | |
| 13.11.1994             | 10 | ––– brak tytułu ––– Nauczka / Jedzenie między wierszami / Co jest siostro?                                                        |                                                                              | Looniversity Daze The Learning Principal / Eating Between the Lines / What’s Up, Nurse?                       |
|                        |    | |                                                                              | |
| 20.11.1994             | 11 | ––– brak tytułu ––– Przewodnik Kinia po półetatach / Pracujący prosiak / Cząstkowy rozpad pizzy                                   |                                                                              | Career Oppor-Toon-ities Buster’s Guide to Part-Time Jobs / Working Pig / Falling to Pizzas                    |
|                        |    | |                                                                              | |
| 27.11.1994             | 12 | Tańczący z gangami | Pogromca gangów                                                              | Gang Busters                                                                                                  |
|                        |    | |                                                                              | |
| 04.12.1994             | 13 | Koło komedii | Koło komedii                                                                 | The Wheel o’ Comedy                                                                                           |
|                        |    | |                                                                              | |
| 11.12.1994             | 14 | Randki w stylu Krainy Acme Przewodnik Kinia po randkach / Miłość z zapaszkiem / Wymarzona randka                                  | Randki w stylu Acmowych Pól                                                  | Dating, Acme Acres Style Buster’s Guide to Dating / Love Stinks / Dream Date Game                             |
|                        |    | |                                                                              | |
| 18.12.1994             | 15 | Deszczowe dni Wynajem przyjaciół / Królicze oszołomienie / Futrzany wniosek                                                       |                                                                              | Rainy Daze Rent A Friend / Bunny Daze / Fur-Gone Conclusion                                                   |
|                        |    | |                                                                              | |
| 25.12.1994             | 16 | Honey to nie tylko miód | Gdzie jest Lola?                                                             | Fields of Honey                                                                                               |
|                        |    | |                                                                              | |
| 15.01.1995             | 17 | Nie ma sprawiedliwości | Noc strachów                                                                 | Hare-Raising Night                                                                                            |
|                        |    | |                                                                              | |
| 01.01.1995             | 18 | Dzień najlepszych filmów Tasiora Za minutę trzecia / Kaczor o lepkich łapach / Zmora kaczora                                      | Festiwal Kaczora Tasiora                                                     | Best o’ Plucky Duck Day One Minute Till Three / Sticky Feathers Duck / Duck in the Dark                       |
|                        |    | |                                                                              | |
| 22.01.1995             | 19 | Banda Królika Kinia Królik entuzjasta / Plask / Urodzony, by się złościć                                                          | Banda Królika Kinia Kinomaniak / Plask / Wytry i Kinia                       | The Buster Bunny Bunch Buffed Bunny / Squish / Born to be Riled                                               |
|                        |    | |                                                                              | |
| 29.01.1995             | 20 | Puchar Acme | Puchar Acme                                                                  | The Acme Bowl                                                                                                 |
|                        |    | |                                                                              | |
| 05.02.1995             | 21 | Obywatel Maks | Obywatel Max                                                                 | Citizen Max                                                                                                   |
|                        |    | |                                                                              | |
| 12.02.1995             | 22 | ––– brak tytułu ––– Na szaleństwa nigdy nie jest za późno / Kichaś / Bip czy nie bip                                              |                                                                              | Test Stressed Never Too Late to Loon / Lil Sneezer / To Bleep or Not to Bleep                                 |
|                        |    | |                                                                              | |
| 19.02.1995             | 23 | Dzień spełniania życzeń widzów Dziwna para / Powrót Ekologicznego Mściciela / Makabryczny kawałek                                 | Koncert życzeń, część II                                                     | You Asked For It, Part II The Weird Couple / The Return of the Toxic Revenger / Little Cake of Horrors        |
|                        |    | |                                                                              | |
| 26.02.1995             | 24 | Obiecaj jej cokolwiek | Obiecanki cacanki                                                            | Prom-ise Her Anything                                                                                         |
|                        |    | |                                                                              | |
| 05.03.1995             | 25 | Tasior w Hollywood | Tasior w Hollywood                                                           | Hollywood Plucky                                                                                              |
|                        |    | |                                                                              | |
| 12.03.1995             | 26 | Życie w latach 90. Wielkie małe żarcie / Dobra lekcja / Rzuć to                                                                   | Życie w latach 90.                                                           | Life in the 1990s Whining Out / Paper Trained / Butt Out                                                      |
|                        |    | |                                                                              | |
| 19.03.1995             | 27 | Potwory, które tłuką się po nocy Burzyciel / Bardzo ci dziękujemy / Natrętny komar                                                | Mieszkańcy nocy                                                              | Stuff that Goes Bump in the Night Home Wrecker / Fang You Very Much / Easy Biter                              |
|                        |    | |                                                                              | |
| 26.03.1995             | 28 | Okolice osady Acme (Po drugiej stronie Włości Acme) / Pucuś w opałach / Z poważaniem, Kinia                                       | Strefa Acmowych Pól                                                          | The Acme Acres Zone A Walk on the Flip Side / A Bacon Strip / Senserely Yours, Babs                           |
|                        |    | |                                                                              | |
| 02.04.1995             | 29 | Wnętrze Kaczora Tasiora I to by było na nietoperzotyle / Na wariata                                                               |                                                                              | Inside Plucky Duck Bat’s All Folks / Wild Takes Class                                                         |
|                        |    | |                                                                              | |
| 09.04.1995             | 30 | Zew krwi (Kacza migracja) / Kocia katastrofa / Tam jest dżungla                                                                   | Zew natury                                                                   | Wake Up Call of the Wild Migrant Mallard / Kitty Cat-astrophy / It’s a Jungle Out There                       |
|                        |    | |                                                                              | |
| 16.04.1995             | 31 | Pora na Królika Kinia Złapcie tego królika / Styl życia bogatych i zepsutych / Chór kowadeł                                       | Pora na Kinia                                                                | It’s Buster Bunny Time Bag That Bunny / Lifestyles of the Rich and Rotten / Anvil Chorus                      |
|                        |    | |                                                                              | |
| 23.04.1995             | 32 | Na początku było swędzenie | Co cię gryzie?                                                               | Starting from Scratch                                                                                         |
|                        |    | |                                                                              | |
| 30.04.1995             | 33 | Opiekować się maleństwem Straszna sierotka / Drugi powrót Ekologicznego Mściciela / Ptasio-psie popołudnie                        | Troszczyć się o słabszych                                                    | Looking Out for the Little Guy Awful Orphan / The Re-Return of the Toxic Revenger / Bird-Dog Afternoon        |
|                        |    | |                                                                              | |
| 07.05.1995             | 34 | ––– brak tytułu ––– Tchórzowski uczynek Tasiora / Jasna sprawa / B mol czy krzyżyk?                                               |                                                                              | Son of Looniversity Daze Plucky’s Dastardly Deed / Open and Shut Case / C Flat or B Sharp?                    |
|                        |    | |                                                                              | |
| 14.05.1995             | 35 | Wiosna w krainie Acme Miłość wśród Animków / Wiosenne porządki Elmirki / To niewiarygodnie głupie                                 | Wiosna na Acmowych Polach                                                    | Spring in Acme Acres Love Among the Toons / Elmyra’s Spring Cleaning / That’s Incredibly Stupid               |
|                        |    | |                                                                              | |
| 21.05.1995             | 36 | Szalony świat sportu Tenis zawadiaka / Wybielony włóczęga / Mini-golf                                                             | Pokręcony świat sportu                                                       | The Wacko World of Sports Tennis the Menace / Bleacher Bummer / Miniature Goof                                |
|                        |    | |                                                                              | |
| 28.05.1995             | 37 | Powrót do Bzikolandu | Powrót do Bzikolandu                                                         | Sawdust and Toonsil                                                                                           |
|                        |    | |                                                                              | |
| 04.06.1995             | 38 | Podróż do środka Krainy Acme | Wyprawa do wnętrza Acmowych Pól                                              | Journey to the Center of Acme Acres                                                                           |
|                        |    | |                                                                              | |
| 11.06.1995             | 39 | Sposoby na trucicieli Nie dasz kaucji, nie dostaniesz torby na śmieci / W gąszczu ciemnych interesów / Odpadki precz z Bzikolandu |                                                                              | Pollution Solution No Deposit, No Return of the Trash Bag Dispenser / Jungle Bungle / Waste Deep in Wackyland |
|                        |    | |                                                                              | |
| 18.06.1995             | 40 | Kwak w Kwarksach | Kwarkowy Kwaczor                                                             | A Quack in the Quarks                                                                                         |
|                        |    | |                                                                              | |
| 25.06.1995             | 41 | Pan Popularny Wytworny Karuzel / Pigment jego wyobraźni                                                                           |                                                                              | Ask Mr. Popular Dapper Diz / A Pigment of His Imagination                                                     |
|                        |    | |                                                                              | |
| 02.07.1995             | 42 | Europa w trzydzieści minut | Europa w trzydzieści minut                                                   | Europe in 30 Minutes                                                                                          |
|                        |    | |                                                                              | |
| 09.07.1995             | 43 | Bajeczki lat dziewięćdziesiątych Kiniokio / Misiowe potrzeby                                                                      | Bajki lat dziewięćdziesiątych                                                | Fairy Tales for the 90's Bunnochio / Bear Necessities                                                         |
|                        |    | |                                                                              | |
| 16.07.1995             | 44 | Kto porwał Królika Bugsa? | Kto porwał Królika Bugsa?                                                    | Who Bopped Bugs Bunny?                                                                                        |
|                        |    | |                                                                              | |
| 23.07.1995             | 45 | Animaniacy! | Animaniacy!                                                                  | Animaniacs!                                                                                                   |
|                        |    | |                                                                              | |
| 30.07.1995             | 46 | Cały Pucuś Mleko sprawia, że ciało rozkwita / Najmniej poszukiwany w Ameryce / Złowiona i udręczona                               |                                                                              | Here’s Hamton Milk, It Makes a Body Spout / America’s Least Wanted / Drawn and Buttered                       |
|                        |    | |                                                                              | |
| 06.08.1995             | 47 | Zielonooki potwór | Skarb Animków                                                                | No Toon Is an Island                                                                                          |
|                        |    | |                                                                              | |
| 13.08.1995             | 48 | Narodziny Animków | Początki                                                                     | The Looney Beginning                                                                                          |
|                        |    | |                                                                              | |
| 20.08.1995             | 49 | Dziki świat Elmyrki W żółwim tempie / Słodki Davey / Aportowanie                                                                  |                                                                              | The Wide World of Elmyra Turtle Hurdle / Drooley Davey / Go Fetch                                             |
|                        |    | |                                                                              | |
| 27.08.1995             | 50 | Kojot Kid | W samo Animko                                                                | High Toon |
|                        |    | |                                                                              | |
| 10.09.1995             | 51 | Wytworne opowieści o prawdziwych królikach Te wszystkie brudy / Dzień dla rycerza                                                 | Opowieści o prawdziwych królikach                                            | Brave Tales of Real Rabbits And All That Rot / Day For Knight                                                 |
|                        |    | |                                                                              | |
| 17.09.1995             | 52 | Dzień psychozabawy Składanka / Pokazowa sekcja / Zgubne skutki podglądania                                                        | Dzień zjawisk para-nie-normalnych                                            | Psychic Fun-Omenon Day Piece of Mind / Class Cut Up / Rear Window Pain                                        |
|                        |    | |                                                                              | |
| 24.09.1995             | 53 | Na życzenie Przewodnik Kinia po wygłupach / Elmirka w supermarkecie / Gorzki cukier                                               |                                                                              | You Asked For It Again Buster’s Guide To Goofing Off / Elmyra at the Mall / Hold the Sugar                    |
|                        |    | |                                                                              | |
| 08.10.1995             | 54 | Wielorybiątko w opałach | Wielorybie opowieści                                                         | Whale’s Tales                                                                                                 |
|                        |    | |                                                                              | |
| 15.10.1995             | 55 | Wehikuł czasu | Podróż w czasie                                                              | A Ditch in Time                                                                                               |
|                        |    | |                                                                              | |
| 22.10.1995             | 56 | Powrót do Szalonego Świata Sportu Mocne uderzenie / Nowy rower Kinia / Letnia olimpiada we Włościach Acme                         | Powrót Pokręconego Świata Sportu                                             | Son of the Wacko World of Sports Buster at the Bat / Buster’s New Bike / Acme Acres Summer Olympics           |
|                        |    | |                                                                              | |
| 29.10.1995             | 57 | Najdziwniejsze opowieści, jakie kiedykolwiek opowiedziano Robin Królik / Być Kinią albo nie być Kinią / Okrągły świat Elmirki     |                                                                              | Weirdest Story Ever Told Robin Hare / To Babs or Not to Babs / Elmyra’s Round the World!                      |
|                        |    | |                                                                              | |
| 05.11.1995             | 58 | Jaka ta Ptasia jest Jajo orła / Zjedzmy coś / Kruk                                                                                | Dzień Ptasi                                                                  | How Sweetie It Is Egged on Eagle / Let’s Do Lunch / The Raven                                                 |
|                        |    | |                                                                              | |
| 12.11.1995             | 59 | Powrót w okolice Włości Acme Dzieci nie lubią brokułów / Czy tutaj straszy? / Kaczor Dodgers Młodszy                              | Powrót do Strefy Acme                                                        | The Return to the Acme Acres Zone Real Kids Don’t Like Broccoli / Boo-Ha-Ha / Duck Dodgers Jr.                |
|                        |    | |                                                                              | |
| 19.11.1995             | 60 | Zasady popularności / Próżniacy / Komu dziczyznę?                                                                                 | Zasady fajności Pana Ulubieńca                                               | Mr. Popular’s Rules of Cool / Slugfest / Venison Anyone?                                                      |
|                        |    | |                                                                              | |
| 26.11.1995             | 61 | Telewizyjna sprzedaż wysyłkowa Dla dobra sztuki / Piknik pluszowych misiów / Byłam nianią króliczków                              | Acmowe telezakupy                                                            | The Acme Home Shopping Show Oh, For Art’s Sake / Teddy Bears Picnic / I Was a Teenage Bunnysitter             |
|                        |    | |                                                                              | |
| 03.12.1995             | 62 | Dzień pisania listów Tasior w Irlandii / Co za smród / Smakosze                                                                   |                                                                              | Viewer Mail Day Pluck o’ the Irish / Out of Odor / Buttering Up the Buttfields                                |
|                        |    | |                                                                              | |
| 10.12.1995             | 63 | Lista przebojów Animkowizji |                                                                              | Tiny Toons Music Television                                                                                   |
|                        |    | |                                                                              | |
| 17.12.1995             | 64 | Konkurs Nowych Talentów Siostry Karaluszki / Detektyw Tasior na tropie                                                            |                                                                              | New Character Day The Roches / The Return of Pluck Twacy                                                      |
|                        |    | |                                                                              | |
| 31.12.1995             | 65 | Telewizja K-Acme | Tele-Acmewizja                                                               | K-ACME TV |
|                        |    | |                                                                              | |
| SEZON DRUGI            |    | |                                                                              | |
|                        |    | |                                                                              | |
| 20.06.1997             | 66 | W świecie zabawek Prezenty urodzinowe Pucusia / Zabawkowy szał / Wstążka i kociak                                                 |                                                                              | Playtime Toons Happy Birthday Hamton / Fit To Be Toyed / Strung Out Kitty                                     |
|                        |    | |                                                                              | |
| 27.06.1997             | 67 | Szkolna wycieczka Pali się, Pucusiu / Bracie, to jest sztuka! / Mięsko blues                                                      |                                                                              | Going Places When You’re Hot... / That’s Art, Folks! / Slaughterhouse Jive                                    |
|                        |    | |                                                                              | |
| 04.07.1997             | 68 | Dzień dobroczyńcy Nie ma jak rodzina / Szalony ratownik / Latawiec                                                                |                                                                              | Pledge Week It’s All Relatives / Lifeguard Lunacy / The Kite                                                  |
|                        |    | |                                                                              | |
| 11.07.1997             | 69 | Problemy wielkie jak słoń Dlaczego Karuzel nie umie czytać / Clide, czyli C.L.I.D.E. / Jedno piwko                                | Sprawy wagi słoniowej                                                        | Elephant Issues Why Dizzy Can’t Read / C.L.I.D.E. and Prejudice / One Beer                                    |
|                        |    | |                                                                              | |
| 18.07.1997             | 70 | Fizyka Animków Gwiazdka z nieba / Apetyczny skaut / Gwiazda kroniki szkolnej                                                      | Ani Fizyka                                                                   | Toon Physics Once Upon a Star / A Cub For Grub / The Year Book Star                                           |
|                        |    | |                                                                              | |
| 01.08.1997             | 71 | Balanga u Pucusia | Szaleństwa Pucusia                                                           | Hog-Wild Hamton                                                                                               |
|                        |    | |                                                                              | |
| 25.07.1997             | 72 | Randka bez sensu Moja randka z Elmirką / Trzy ślicznotki                                                                          | Miłosny chaos                                                                | Love Disconnection My Dinner with Elmyra / The Amazon Three                                                   |
|                        |    | |                                                                              | |
| 08.08.1997             | 73 | Kinia i Kinio jadą na Hawaje | Kinio i Kinia na Hawajach                                                    | Buster and Babs Go Hawaiian                                                                                   |
|                        |    | |                                                                              | |
| 22.08.1997             | 74 | Co nieco o humorze Rusz się i działaj / Pieluszkowe lata / Dowcip z długą brodą                                                   |                                                                              | Henny Youngman Day Stand-Up and Deliver / The Potty Years / Lame Joke                                         |
|                        |    | |                                                                              | |
| 15.08.1997             | 75 | Dzień najlepszych filmów Kinia Dyrektorski kompromis / Pokojówka do usług / Zielona szkoła                                        |                                                                              | Best of Buster Day Compromising Pricipals / Maid to Re-Order / Class Without Class                            |
|                        |    | |                                                                              | |
| 29.08.1997             | 76 | ––– brak tytułu ––– Zaginiony piesek / Prosto w dziób / Bezdomny kot                                                              |                                                                              | A Cat’s Eye View Little Dog Lost / Party Crusher Plucky / Homeward Bound                                      |
|                        |    | |                                                                              | |
| 02.09.1997             | 77 | Błagam, zabierzcie Elmirkę | Zabierzcie Elmirkę                                                           | Take Elmyra, Please                                                                                           |
|                        |    | |                                                                              | |
| 09.09.1997             | 78 | Gdzieś pod trzynastym | Trzynaście z hakiem                                                          | Thirteensomething                                                                                             |
|                        |    | |                                                                              | |
| SEZON TRZECI           |    | |                                                                              | |
|                        |    | |                                                                              | |
| 16.09.1997             | 79 | Telewizja kablowa Animków | Acmowa kablówka                                                              | Acme Cable TV                                                                                                 |
|                        |    | |                                                                              | |
| 14.10.1997             | 80 | Animkowizja | AniMTV                                                                       | Toon TV |
|                        |    | |                                                                              | |
| 30.09.1997             | 81 | Animki z krypty Strzeż się, gdy tata wróci do domu / Konkord, przyjazny kondor / Noc żywych pieszczoszków                         | Animacje z krypty                                                            | Toons from the Crypt Wait Till Your Father Gets Even / Concord the Kindly Condor / Night of the Living Pets   |
|                        |    | |                                                                              | |
| 23.09.1997             | 82 | Dzień nowych wykładów Elitarna liga Superanimków / Kinia i Kinio w filmie: Nieme kino / Noc w hotelu Kokomo                       | Początek roku akademickiego                                                  | New Class Day Just-us League of Supertoons / Babs and Buster in: Sound Off / A Night in Kokomo                |
|                        |    | |                                                                              | |
| 07.10.1997             | 83 | Sportowe życie Miniaturowy golf / Podwodna odyseja Fifi                                                                           | Sportowe kreskówki                                                           | Sports Shorts Minister Golf / The Undersea World of Fifi                                                      |
|                        |    | |                                                                              | |
| 21.10.1997             | 84 | Kon-kaczor Wyprawa Kon-kaczora / Jak powstał film Kon-kaczor                                                                      | Kon Kwaki                                                                    | Kon Ducki The Voyage of the Kon Ducki / The Making of Kon Ducki                                               |
|                        |    | |                                                                              | |
| 28.10.1997             | 85 | Bulwar zachodzącej gwiazdy | Bulwar Sepulveda                                                             | Sepulveda Boulevard                                                                                           |
|                        |    | |                                                                              | |
| 04.11.1997             | 86 | Awantura o pchłę | Awantura o pchłę                                                             | Flea for Your Life                                                                                            |
|                        |    | |                                                                              | |
| 18.11.1997             | 87 | Babcia nie żyje | Babcia nie żyje                                                              | Grandma’s Dead                                                                                                |
|                        |    | |                                                                              | |
| 25.11.1997             | 88 | Weekendowe popołudnie Animków | Powszednie popołudnie                                                        | Weekday Afternoon Live                                                                                        |
|                        |    | |                                                                              | |
| 02.12.1997             | 89 | Co napędza Animki Romans z trąbą powietrzną / W górę / Zakichany potwór                                                           |                                                                              | What Makes Toons Tick Whirlwind Romance / Going Up / Nothing to Sneeze At                                     |
|                        |    | |                                                                              | |
| 09.12.1997             | 90 | Lisek gończy Zemsta jest rozkoszą kaczorów / Nie można kupić miłości / Rozmowa telefoniczna z autostrady 405                      |                                                                              | Fox Trot My Brilliant Revenge / Can’t Buy Me Love / Phone Call from the 405                                   |
|                        |    | |                                                                              | |
| 16.12.1997             | 91 | Dzień muzyczny Raptus Raffee / Trąbienie w czasie obiadu / Jezioro Kacze                                                          | Czas muzyki                                                                  | Music Day Ruffled Ruffee / The Horn Blows at Lunchtime / Loon Lake                                            |
|                        |    | |                                                                              | |
| 30.12.1997             | 92 | Reżyserski debiut Kinia Gotowy do ugotowania / Kaczlahoma                                                                         | Reżyserski debiut Kinia                                                      | Buster’s Directorial Debut Fit To Be Stewed / Ducklahoma                                                      |
|                        |    | |                                                                              | |
| 06.01.1998             | 93 | Animki przejmują ster | Animki u władzy                                                              | Toons Take Over                                                                                               |
|                        |    | |                                                                              | |
| 13.01.1998             | 94 | Czarno-białe miasto | W czerni i bieli                                                             | Two-Tone Town                                                                                                 |
|                        |    | |                                                                              | |
| 20.01.1998             | 95 | Waszyngtonki | Animkton                                                                     | Washingtoon                                                                                                   |
|                        |    | |                                                                              | |
| 27.01.1998             | 96 | Horror podczas piżamowej prywatki w górach                                                                                        | Koszmar babskiego wieczoru w górach                                          | The Horror of Slumber Party Mountain                                                                          |
|                        |    | |                                                                              | |
| 03.02.1998             | 97 | | Powrót Batkacza                                                              | The Return of Batduck                                                                                         |
|                        |    | |                                                                              | |
| 24.12.1995             | 98 | Świąteczne szaleństwo |                                                                              | It’s a Wonderful Tiny Toon Christmas Special                                                                  |
|                        |    | |                                                                              | |
| FILM                   |    | |                                                                              | |
|                        |    | |                                                                              | |
| 10.11.1997             | F1 | Przygody Animków: Wakacyjne szaleństwo                                                                                            |                                                                              | Tiny Toon Adventures: How I Spent My Vacation                                                                 |
|                        |    | |                                                                              | |
| ODCINKI SPECJALNE      |    | |                                                                              | |
|                        |    | |                                                                              | |
| 25.04.2000             | S1 | Wiosenne ferie | Animki – Ferie wiosenne                                                      | Tiny Toons Spring Break                                                                                       |
|                        |    | |                                                                              | |
| 03.05.2000             | S2 | Nocne straszenie |                                                                              | Tiny Toons Night Ghoulery                                                                                     |
|                        |    | |                                                                              | |

## Nagrody i rankingi
Nagroda Emmy Daytime
Nagroda w kategorii najlepszy program animowany (1991)
Nagroda w kategorii najlepsza muzyka i kompozycja (za odcinek Honey to nie tylko miód, 1991)
Nagroda w kategorii najlepsza piosenka (za piosenkę z czołówki serialu, 1991)
Nagroda w kategorii najlepsza muzyka i kompozycja (za odcinek Randka bez sensu, 1992)
Nagroda w kategorii najlepszy scenariusz w programie animowanym (1992)
Nagroda w kategorii najlepszy program animowany (1993)
Nagroda w kategorii najlepsza muzyka i kompozycja (za odcinek Horror podczas piżamowej prywatki w górach, 1993)
Nominacja w kategorii najlepszy program animowany (1992)
Nagroda Annie
Nominacja w kategorii najlepszy telewizyjny program animowany (1992)
Nominacja w kategorii najlepszy telewizyjny program animowany (1993)
Nagroda Emmy Primetime
Nominacja w kategorii najlepszy program animowany (1991)
Nagroda Młodych Artystów
Nagroda w kategorii najlepszy nowy serial kreskówkowy (1989–1990)
Nagroda EMA (Environmental Media Awards)
Nagroda za najlepszy serial animowany dla dzieci (za odcinek Wielorybiątko w opałach) (1991)

### Rankingi
- 41. miejsce w rankingu IGN na 100 najlepszych seriali animowanych wszech czasów[10].

## Komiks
Komiks na podstawie serialu ukazywał się w czasopiśmie „Królik Bugs”, wydawanym w Polsce w latach 1992–2001 przez wydawnictwo Egmont Polska. W tym czasie ukazały się następujące odcinki:
| Numer wydania | Tytuł komiksu                                   | Opis |
| ------------- | ----------------------------------------------- | --- |
| 2/93          | Góra szmalu                                     | Maks zauważa ogłoszenie biura podróży dotyczące wakacji w Alpach. Przystaje na propozycję, jednak nie ma zamiaru wyjeżdżać, a sprowadzić górę lodową do Acme. Tak się składa, że góra stanęła na bagnach, na których mieszka Tasior. |
| 3/93          | Tasior się nie daje                             | Tasior dostaje list od łobuza z czasów szkolnych, który zamierza go odwiedzić. Początkowo Tasior chce uciekać, jednak po rozmowie z przyjaciółmi postanawia stanąć z nim do walki. |
| 6/93          | Piątek trzynastego Wielkie pranie               | W piątek trzynastego Elmirka przypadkowo rozbija lusterko, za co zgodnie z przesądem grozi siedem lat nieszczęścia. Jednak po chwili dowiaduje się od specjalistki od przesądów, że wszystko można odwrócić. W tym odcinku Pucuś, Tasior i Kinio mają wyjechać na wspólny obóz. Tuż przed wyjazdem do pracującego w pralni Pucusia przychodzi Tasior, z zamiarem wyprania śpiwora. Po raz kolejny pakuje siebie i Pucusia w tarapaty |
| 7/93          | Mrówkobójca                                     | W domu Pucusia zalęgły się mrówki, a ten robi wszystko aby je wytępić. |
| 9/93          | Walka o ogień                                   | Akcja rozgrywa się w czasach prehistorycznych. Kinio i Kinia za wszelką cenę chcą odkryć ogień. |
| 3/94          | Kaczor obnośny                                  | Tasior wgniata Maksowi deskorolkę, za co ten każe mu zapłacić aż 237 dolarów. Tasior próbuje zdobyć te pieniądze. |
| 4/94          | Kaskaderzy                                      | Tasior ma dość zajęć z kaskaderki i pragnie żyć jak prawdziwa dzika kaczka. Pewnego dnia opuszcza przyjaciół i dołącza do kaczek odlatujących na zimę. |
| 5/94          | Uwięziony w komiksie                            | Solowy występ Tasiora, w którym to stara się udowodnić czytelnikowi swoją świetność. |
| 6/94          | Bileciki proszę                                 | Tasior i Pucuś wybierają się do kina. Po tym jak Pucuś idzie kupić coś do jedzenia, Tasior gubi bilety. Ponieważ nie mają już pieniędzy robią wszystko aby dostać się na salę kinową. |
| 7/94          | Porządny jak świnia                             | Pucuś organizuje urodziny swojej babci, a przyjaciele pomagają mu w przygotowaniach. |
| 8/94          | Elmirka na wsi Animki morskie                   | Elmirka wyjeżdża na wieś, a jej rodzice nie pozwalają jej wziąć wszystkich zwierzaków. Jednak szybko znajduje zastępstwo dla nich, w postaci zwierząt znajdujących się na terenie gospodarstwa. Kinio, Kinia, Tasior i Pucuś reprezentują Bzikowerstytet w regatach, które bardzo chcą wygrać. Na drodze stoją im jednak reprezentanci szkoły Szczurołapa, którzy zawsze wygrywają.                                                  |
| 9/94          | Niesamowite Przygody Doktora Tasiorsteina       | W tym odcinku Tasior jest zwariowanym naukowcem, który zostaje poproszony przez resztę bohaterów, aby pomogli mu pozbyć się kłopotów, jakim dla nich są Maks i Elmirka. |
| 12/94         | Tragedia kulinarna Dziewczyna która ma wszystko | Pucuś organizuje przyjęcie, na które Tasior przychodzi o kilka godzin za wcześnie. W wyniku czego postanawia pomóc Pucusiowi w przygotowaniach. Kinio po skończonych zakupach nagle orientuje się, że nie ma prezentu dla Kinii, a do zamknięcia sklepów zostaje zaledwie pół godziny. |
| 2/95          | Obóz pod trupią czachą Noworoczne obiecanki     | Pucuś i Tasior wybierają się na obóz zimowy, jednak wsiadają do złego autokaru. W wyniku czego trafiają na zupełnie inny obóz, w wyjątkowo ekstremalnych warunkach. Akcja rozgrywa podczas imprezy sylwestrowej, na której to Kinio, Kinia, Tasior i Pucuś przyjmują noworoczne postanowienia. Już na następny dzień okazuje się, iż nie są w stanie ich dotrzymać.                                                                  |
| 6/97          | Bałwańskie lato                                 | Kinia lepi bałwana, który nagle ożywia i zaprzyjaźnia się z nią. Problem pojawia się, gdy zaczyna się lato i bałwan zaczyna topnieć. |
| 8/2000        | Tasiorowisko                                    | Tasior zostaje porwany przez doktora Parszywego Gena, który następnie wykorzystuje jego klony do wykradania pieniędzy. Kinio, Kinia, Shirlejka i Pucuś postanawiają wyjaśnić sprawę. |

## Gry komputerowe na podstawie serialu
- Tiny Toon Adventures – Gra wyprodukowana przez firmę Konami w 1991 roku na platformę NES. Króliczka Kinia zostaje porwana przez Maksa Montanę, na ratunek swojej przyjaciółce wyrusza Kinio, który może liczyć na pomoc trzech partnerów: Tasiora, Karuzela i Sylwka, każdy z nich posiada dodatkowe umiejętności. Gracz musi przejść przez sześć poziomów, po trzy etapy każdy.
- Tiny Toon Adventures 2: Trouble in Wackyland – Druga część gry, wyprodukowana przez firmę Konami w 1993 roku na platformę NES. W krainie Acme pojawiło się nowe wesołe miasteczko, do którego wszystkich zaprasza „Sekretny Wielbiciel”, jak się później okazuje jest to Maks Montana. Należy zarobić odpowiednią ilość biletów, aby można było wejść do zamku jako Kinio i pokonać Maksa. Bilety zdobywa się na poszczególnych atrakcjach: Kinia jest pasażerką kolejki górskiej, Pucuś musi dojść na początek pędzącego pociągu, Tasior bierze udział w „zderzankach” samochodowych, a Sylwek pływa na desce wodnej.
- Tiny Toon Adventures: Babs’ Big Break – Gra wyprodukowana przez firmę Konami w 1992 roku na platformę Game Boy. Króliczka Kinia marzy o byciu gwiazdą. Postanawia poćwiczyć swój talent w teatrze, który wkrótce Maks Montana planuje najpierw zakupić, a potem go zburzyć i w jego miejsce postawić fabrykę. Gracz musi pomóc Kini spełnić jej marzenie poprzez przejście czterech poziomów.
- Tiny Toon Adventures 2: Montana’s Movie Madness – Druga część gry, wyprodukowana przez firmę Konami w 1993 roku na platformę Game Boy. W Krainie Acme otwarto nowy kinoteatr, do którego wybierają się Kinio i jego przyjaciele. Jednak okazuje się, że jego właścicielem jest Maks Montana, który chce wyświetlić cztery filmy: western, film o samurajach, film science-fiction i horror, a ich czarnym charakterem jest Kinio. Gracz musi pomóc Kiniowi wskoczyć do czterech filmów i zmienić ich fabułę, a w ostatnim etapie gry pokonać Maksa, który je stworzył.